# 林头站
林头站是一个淮南线上的铁路车站，位于安徽省马鞍山市含山县林头镇，建于1935年，目前为四等站，邮政编码为238161。目前客运：不办理旅客乘降；不办理行李、包裹托运；货运：办理整车货物发到；危险货物仅办理农药、化肥发到。